# Logis du Maine blanc
Le logis du Maine blanc est situé sur la commune d'Angoulême, en Charente. 
Plus précisément situé au 243 rue de Clérac à Sillac dans le quartier de Saint-Martin dans la vallée de l'Anguienne, au sud du plateau d'Angoulême, seule en subsiste une tour médiévale en pierre, inscrite monument historique.

## Historique
La tour du Maine blanc était vraisemblablement la tour de guet d'un logis fortifié et domaine relativement grand au début du XVIIe siècle, dont il y a peu d'informations. La tour aurait été construite à la fin du XVIe siècle ou au début du XVIIe siècle.
En 1772, Jean Élie Duboys de la Bernarde, écuyer, vend à Emmanuel Sazerac, conseiller du roi et échevin de la ville d'Angoulême, le domaine du Maine-Blanc. Cette famille notable d'Angoulême, qui deviendra les Sazerac de Forge, achète en même temps le fief de Valette, maison de ville située non loin dans la paroisse de la Payne, qui appartenait à Hélie de La Place au XVIe siècle,.
En 1863 M. Leclerc-Chauvin et sa femme, philanthropes angoumoisins, fondent l'orphelinat agricole de garçons du Maine Blanc, qui comprend tous les bâtiments du domaine.
Le 4 mars 1925, la tour est inscrite monument historique.
Le bâtiment est actuellement intégré dans le Centre départemental de l'Enfance Leclerc-Chauvin.

## Architecture

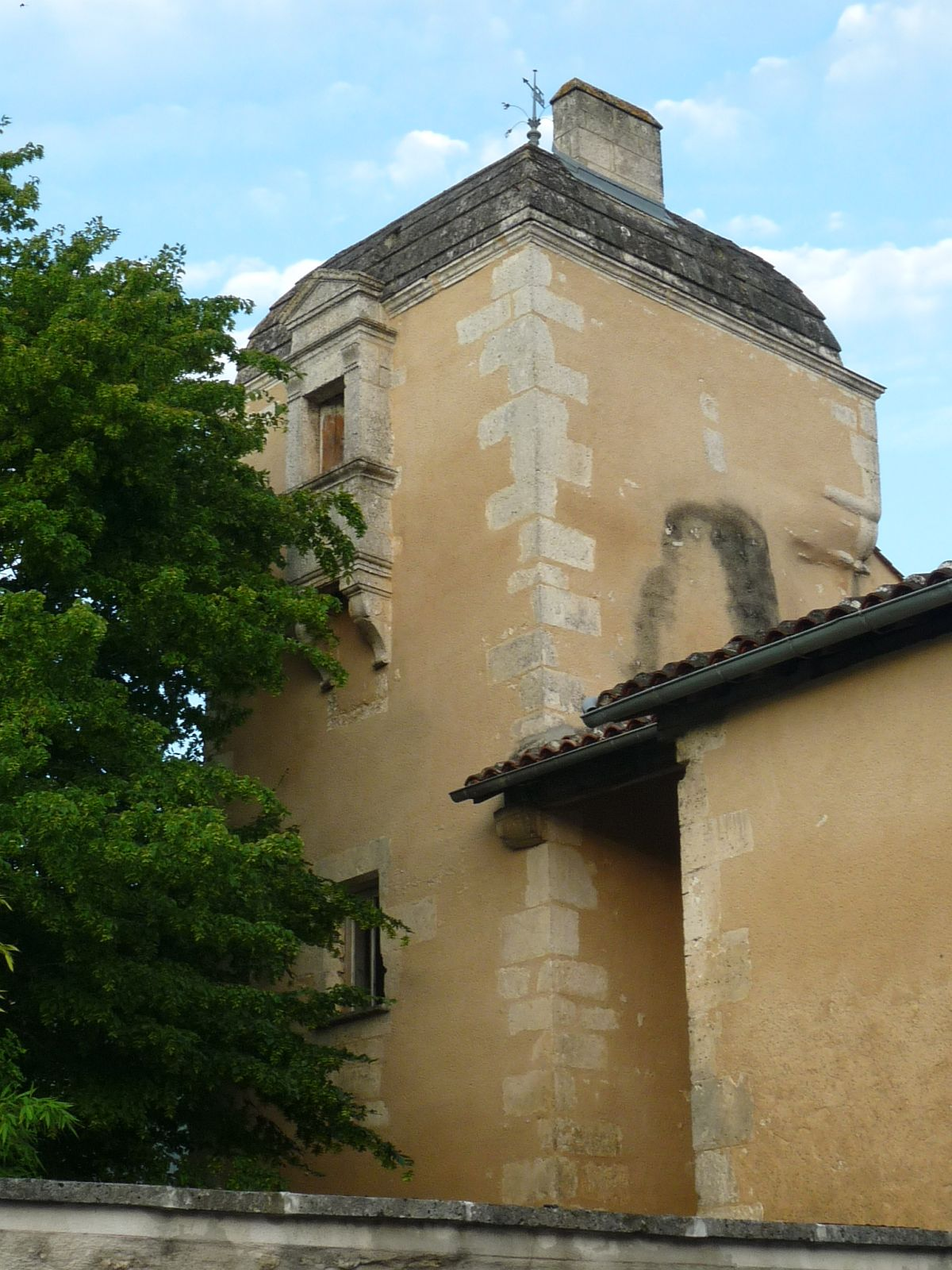
Vue du nord-est

Le Maine Blanc consiste en une tour carrée qui n'est en fait qu'un simple pavillon de trois étages, avec une pièce par étage. Ce pavillon est accolé au centre de la façade orientale d'un corps de logis de direction nord-sud, qu'il dépasse d'un étage. Un escalier à vis dessert les étages de cette tour, dans une tourelle circulaire accolée à l'angle sud-ouest et en encorbellement sur le corps du bâtiment avec une base moulurée.
La tour et sa tourelle sont en pierre de taille, et couverte de toits en pierre. Le toit de la tour est en forme de calotte rectangulaire, et celui de la tourelle est hémisphérique. La façade est de la tour, qui donne sur un jardin, est percée de trois fenêtres, une à chaque étage. La fenêtre du haut est surmontée d'un fronton triangulaire et possède à sa base un assommoir avec jambages moulurés. La tour est aussi surmontée de deux petites échauguettes.
L'escalier de la tourelle est accessible par un couloir au rez-de-chaussée et un premier escalier. Un autre assommoir, plus petit et situé aussi au dernier étage flanque la tourelle sur le mur sud de la tour et surplombe une petite porte latérale.